# Preston (Oklahoma)
Pour les articles homonymes, voir Preston.
Preston est une census-designated place du comté d'Okmulgee, dans l'État d'Oklahoma, aux États-Unis. En 2020, elle compte une population de 169 habitants.